# Thandžavur
Thandžavur (tamilsko [t̪aɲdʑaːʋuːɾ]), znan tudi kot Thandžai, prej znan kot Tandžore, je mesto v Tamil Naduju. Thandžavur je 11. največje mesto v Tamil Naduju. Je pomembno središče južnoindijske religije, umetnosti in arhitekture. Večina templjev imenovani Veliki templji Čola, ki so na Unescovem seznamu svetovne dediščine, je v Thandžavuru in okolici. Najpomembnejši med temi, tempelj Brihadisvara, ki ga je zgradil kralj Čola Radžaraja I., je v središču mesta. Thandžavur je tudi dom slikarstva Tandžore, slikarskega sloga, edinstvenega v regiji. Je sedež okrožja Thandžavur. Mesto je pomembno kmetijsko središče v delti reke Kaveri in je znano kot riževa skleda Tamil Naduja. Upravlja ga občinska korporacija, ki pokriva površino 128,02 km² in je leta 2011 imel 290.720 prebivalcev. Ceste so glavne prevozne poti, mesto pa ima tudi železniško povezavo. Najbližje letališče je mednarodno letališče Tiručirapali, ki je od mesta oddaljeno 59,6 km. Najbližje pristanišče je Karaikal, ki je od Thandžavurja oddaljeno 94 km. Mesto je prvič postalo pomembno med vladavino Čolov, ko je služilo kot prestolnica imperija. Po padcu Čolov so mestu vladale različne dinastije, kot so dinastija Mutharaijar, Pandjas, imperij Vidžajanagar, Madurai Najaki, Thandžavur Najaki, Thandžavur Marata in Britanski imperij. Od leta 1947 je del neodvisne Indije.

## Etimologija
Ime mesta naj bi izhajalo iz pristanišča thanjam puguntha oor (tamilsko தஞ்சம் புகுந்த ஊர்), kar pomeni 'mesto, kamor so vstopili begunci', kar se nanaša na zgodovino mesta, ki je nudilo gostoljubje prišlekom. Po drugi lokalni legendi je beseda Thandžavur izpeljana iz Tandžan, ki je bil demon, ki je bil ubit prav na tem mestu in ta asura je v hindujski mitologiji zahteval, da tam zgradijo lepo mesto in kasneje je asuro v današnjem Thandžavurju ubil hindujski bog Neelamegha Perumal, oblika Višnuja. Ime mesta Thandžavur bi lahko izhajalo tudi iz imena mutharajarskega kralja, Thanandžaja ali Dhanandžaja. Thanandžaja (Dhanandžaja), dodan k -Oor, daje ime Thandžavur. Napis na kamnu Kalamala (prvi napis na kamnu) je naredil kralj Erikal Muthuraju Dhanundžaja Varma leta 575 n. št.

## Zgodovina
Ta kraj se je prej imenoval Śijāli. Indra je nekoč pobegnil na ta kraj v strahu pred asuro, imenovano Śūrapadma, in tu delal tapase.
Thandžavur se ne omenja v tamilskih zapisih iz obdobja Sangam (3. stoletje pr. n. št. do 4. stoletje n. št.), čeprav nekateri učenjaki menijo, da mesto obstaja od takrat. Kovil Veni, ki je 24 km vzhodno od mesta, je bil kraj bitke pri Veniju med kraljem Čola Karikalo in konfederacijo Čeras in Pandijev. Zdelo se je, da so se Čoli v 3. stoletju našega štetja soočili z invazijo na Kalabhras, po kateri je kraljestvo zbledelo. Regijo okoli današnjega Thandžavurja so v 6. stoletju osvojili Mutharajari, ki so ji vladali do leta 849.
Čoli so ponovno postali pomembni z vzponom srednjeveškega monarha Čola Vidžajalaja (841–878 n. št.) okoli leta 850 n. št.. Vidžajalaja je osvojil Thandžavur od mutharayarskega kralja Elanga Mutharajarja in zgradil tempelj, posvečen hindujski boginji Nisumbhasudani. Njegov sin Aditja I. (871–901) je utrdil oblast nad mestom. Kralj Raštrakuta Krišna II. (878–914), sodobnik kralja Čola Parantake I. (907–950), trdi, da je osvojil Thandžavur, vendar ni nobenih zapisov, ki bi to trditev podprli. Postopoma je Thandžavur postal najpomembnejše mesto v imperiju Čola in ostal njegova prestolnica do nastanka Gangaikonda Čolapurama okoli leta 1025. V prvem desetletju 11. stoletja je kralj Čola Radža Radža Čola I. (985–1014) zgradil tempelj Brihadisvara v Thandžavuru. Tempelj velja za enega najboljših primerkov tamilske arhitekture.
Ko je imperij Čola v 13. stoletju začel propadati, so Pandije z juga dvakrat vdrli in zavzeli Thandžavur, prvič med letoma 1218–19 in ponovno leta 1230. Med drugo invazijo je bil kralj Čola Radžaradža III. (1216–56) izgnan in je poiskal pomoč pri kralju Hojsale Viri Narasimhi II. (1220–35), da bi ponovno pridobil Thandžavur. Thandžavur je sčasoma skupaj s preostalim kraljestvom Čola priključil kralj Pandija Maravarman Kulasekara Pandjan I. (1268–1308) leta 1279 in kralji Čola so bili prisiljeni sprejeti vrhovno oblast Pandijev. Pandiji so Thandžavurju vladali od 1279 do 1311, ko so njihovo kraljestvo vdrle sile Malika Kafurja (1296–1306) in ga kasneje priključil Delhijski sultanat. Sultanat je razširil svojo oblast neposredno na osvojene regije od leta 1311 do 1335 in nato prek napol neodvisnega sultanata Ma'bar od leta 1335 do 1378. Od leta 1350 je bil sultanat Ma'bar vztrajno vključen v vzhajajoči imperij Vidžajanagar.
Verjame se, da je Thandžavur osvojil Kampana Udajar med invazijo na Srirangam med 1365 in 1371. Napis Deva Raja z dne 1443, napis Thirumala z dne 1455 in donacije Ačuta Deva z dne 1532 in 1539 kažejo dominacijo Vidžajanagarov. Sevapa Najak (1532–1580), vidžajanagarski podkralj Arcota, se je leta 1532 (1549, po nekaterih virih) uveljavil kot neodvisen monarh in ustanovil kraljestvo Thandžavur Najak. Ačuthapa Najak (1560–1614), Raghunatha Najak (1600–34) in Vidžaja Raghava Najak (1634–73) so nekateri izmed pomembnih vladarjev dinastije Najak, ki je vladala Thandžavurju. Thandžavur Najaki so bili znani po svojem pokroviteljstvu literature in umetnosti. Vladavina dinastije se je končala, ko je Thandžavur leta 1673 padel v roke kralja Madurai Najaka Čokanatha Najaka (1662–82). Vidžaja Raghunatha Najak, Čokanathov sin, je bil ubit v bitki in brat Alagiri Najak (1673–75) je bil okronan za vladarja imperija.
Thandžavur je leta 1674 uspešno osvojil Ekodži I. (1675–1684), maratski fevdat sultana Bidžapurja in polbrat Šivadžija (1627/30–80) iz dinastije Bhonsle. Ekodži je ustanovil kraljestvo Thandžavur Marata, ki je vladalo Thandžavurju do leta 1855. Marati so uveljavljali svojo suverenost nad Thandžavurjem skozi zadnjo četrtino 17. in celotno 18. stoletje. Maratski vladarji so bili pokrovitelji karnatske glasbe. Leta 1787 je Amar Singh, regent Thandžavurja, odstavil mladoletnega radžo, njegovega nečaka Serfodžija II. (1787–93) in zavzel prestol. Serfoji II. je bil obnovljen leta 1799 s pomočjo Britancev, ki so ga prepričali, da se je odpovedal upravljanju kraljestva in mu prepustili vodstvo trdnjave Thandžavur in okoliških območij. Kraljestvo je bilo sčasoma vključeno v Britansko Indijo leta 1855 z doktrino izpada, ko je Šivadži II. (1832–1855), zadnji vladar Thandžavur Marata, umrl brez zakonitega moškega dediča. Britanci so mesto v svojih zapisih imenovali Tandžore. Pet let po priključitvi so Britanci Negapatam (današnji Nagapatinam) nadomestili s Thandžavurjem kot sedežem okrožne uprave. Pod Britanci je Thandžavur postal pomembno regionalno središče. Indijski popis leta 1871 je zabeležil 52.171 prebivalcev, s čimer je Thandžavur postal tretje največje mesto v predsedstvu Madrasa. Po osamosvojitvi Indije je Thandžavur ostal sedež okrožja.

## Geografija
Thandžavur leži na 10°48′N 79°09′E / 10.8°N 79.15°E. Skozi mesto tečejo pritoki reke Kaveri in sicer kanal Grand Anaicut (Pudharu), reke Vadavaru in Vennaru. Thandžavur je v delti Kaveri, na razdalji 314 km jugozahodno od Čenaja in 56 km vzhodno od Tiručirapalija. Medtem ko so ravnice, ki neposredno mejijo na reko Kaveri, obdelovane že od nekdaj, večina mesta Thandžavur in okoliških območij leži v »novi delti« – suhem, pustem gričevnatem predelu, ki so ga začeli namakati v začetku 19. stoletja. Južno od mesta Thandžavur je planota Valam, majhna planota, ki je v rednih intervalih prepredena z grebeni peščenjaka. Najbližje pristanišče je Nagapatinam, ki je 84 km vzhodno od Thandžavurja. Najbližje letališče je mednarodno letališče Tiručirapali, ki je oddaljeno 56 km. Mesto ima nadmorsko višino 59 m. Skupna površina mesta je 36,33 km².
Obdobje od novembra do februarja v Thandžavurju je prijetno, s podnebjem, polnim toplih dni in hladnih noči. Začetek poletja je od marca, ko živo srebro doseže svoj vrh konec maja in junija. Povprečne temperature se gibljejo od 27 °C januarja do 36 °C maja in junija. Poletno deževje je redko in prvi monsun, jugozahodni monsun, se začne junija in traja do septembra. Severovzhodni monsun se začne oktobra in traja do januarja. Količina padavin v obdobju jugozahodnega monsuna je veliko manjša kot v severovzhodnem monsunu. Severovzhodni monsun je koristen za območje na splošno zaradi obilnih padavin in Zahodnih Gatov (gorske verige), ki napajajo reko Kaveri. Povprečna količina padavin je 940 mm, večino pa prispeva severovzhodni monsun.

## Turizem in kultura
Thandžavur je pomembno romarsko središče in glavna turistična destinacija Tamil Naduja. Kulturni center South Zone je eden od regionalnih kulturnih centrov, ki jih je ustanovila indijska vlada za ohranjanje in spodbujanje kulturne dediščine Indije. Leta 2009 je v Thandžavur prišlo 2.002.225 indijskih in 81.435 tujih turistov. Najbolj obiskan spomenik v Thandžavurju je tempelj Brihadeeswarar, katerega gradnjo je zgodovinar Percy Brown opisal kot »mejnik v razvoju gradbene umetnosti v Južni Indiji«. Tempelj, ki ga je v 11. stoletju zgradil kralj Čola Radža Radža Čola I. (985–1014), je posvečen hindujskemu bogu Šivi. Stene svetišča so prekrite s stenskimi poslikavami iz obdobij Čola in Najak. Tempelj je bil leta 1987 vpisa na Unescov seznam svetovne dediščine. Ponovljen je v templju Gangaikonda Čolapuram, ki ga je zgradil Radža Radžev sin Radžendra Čola I. (1012–44). Spomenik kralju bo kmalu popolnoma prenovljen.
Palača Thandžavur Marata je bila uradna rezidenca družine Bhonsle, ki je vladala regiji Thandžavur od leta 1674 do 1855. Prvotno so jo zgradili vladarji kraljestva Thandžavur Najak, po njihovem padcu pa je služila kot uradna rezidenca Thandžavur Marata. Ko je leta 1799 Britanski imperij priključil večji del kraljestva Thandžavur Marata, so ti še naprej imeli oblast nad palačo in okoliško utrdbo. Na južni strani tretjega štirikotnika palače je 58 m stolpu podobna zgradba, imenovana Goodagopuram. Tempelj Punainalur Mariaman je od templja Brihadeesvara oddaljen približno 7 km. Ta tempelj je leta 1680 zgradil prvi maratski kralj Thandžavurja Venkodži.
Knjižnica Sarasvathi Mahal, ustanovljena okoli leta 1700 in je v prostorih palače, vsebuje več kot 30.000 indijskih in evropskih rokopisov, napisanih na palmovih listih in papirju. Več kot osemdeset odstotkov njenih rokopisov je v sanskrtu in veliko jih je na palmovih listih. Tamilska dela vključujejo razprave o medicini in komentarje na sangamsko literaturo. Umetnostna galerija Radžaradža Čola je znotraj palače - ima veliko zbirko kamnitih in bronastih podob iz devetega do 12. stoletja. Večina idolov v galeriji je bila zbrana iz različnih templjev v okrožju Thandžavur.[43] Park Sivaganga se nahaja vzhodno od templja Brihadeesvarar in obsega rezervoar Sivaganga, za katerega verjamejo, da ga je zgradil kralj Radža Radža Čola. Mestna občina Tandžore ga je v letih 1871–1872 ustanovila kot ljudski park. Ima zbirko rastlin, živali in ptic in služi kot živalski vrt za otroke v mestu.
Cerkev Schwartz, zgodovinski spomenik na vrtu palače, je leta 1779 zgradil Serfoji II. v znak naklonjenosti prečasniku C. V. Schwartzu iz danske misije. 
V mestu je pet muzejev, in sicer: arheološki muzej, tamilski univerzitetni muzej, ki je v prostorih tamilske univerze, muzej knjižnice Sarasvathi Mahal, ki je znotraj Sarasvathi Mahala, muzej umetnosti Najak Durbar Hall in muzej Radžaradža Čola. Radža Radžan Manimandapam je ena od turističnih znamenitosti v Thandžavurju, zgrajena med tamilsko konferenco v Thandžavurju leta 1991. Sangetha Mahal ima stalni rokodelski razstavni center. Thandžavur je zibelka mnogih umetnosti in obrti v Južni Indiji. Karnatska glasba je bila kodificirana v Thandžavurju in umetnost je cvetela med vladavino Najakov v 16. stoletju. Bharathanatjam, klasična plesna oblika južne Indije, je svoje glavne sloge razvila v Thandžavurju.
Sathaja Thiruvizha je letni rojstnodnevni festival Radža Radža Čola, ki poteka vsako leto oktobra. Thandžavur je izhodišče za Tjagaradža Aradhana, karnatski glasbeni festival, ki poteka vsako leto med januarjem in februarjem v Thiruvaijaru, ki je 13 km stran od mesta. 
Thandžavursko slikarstvo je glavna oblika klasičnega južnoindijskega slikarstva iz Thandžavurja. Izvira približno iz leta 1600, obdobja Najakasa, ki je spodbujal umetnost, klasični ples in glasbeno literaturo, tako v teluguju kot tamilščini. Umetnost je običajno kombinacija dvignjenih in poslikanih površin, pri čemer je najbolj priljubljena upodobljena podoba hindujskega boga Krišne. V sodobnem času so te slike postale spominki na praznične priložnosti v Južni Indiji, stenski dekorji in zbirateljski predmeti za ljubitelje umetnosti.